# Sociologia
Sociologia é a ciência social que estuda a sociedade, padrões de relações sociais, interação social e cultura da vida cotidiana. É uma ciência social que utiliza vários métodos de investigação empírica e análise crítica para desenvolver um corpo de conhecimento sobre ordem social, aceitação e mudança ou evolução social. Sociologia também é definida como a ciência geral da sociedade. Enquanto alguns sociólogos realizam pesquisas que podem ser aplicadas diretamente à política social e ao bem-estar social, outros se concentram principalmente em refinar a compreensão teórica dos processos sociais. O assunto varia do nível de micro-sociologia da agência e interação individual ao nível macro dos sistemas e da estrutura social.
Os diferentes focos tradicionais da sociologia incluem estratificação social, classe social, mobilidade social, religião, secularização, lei, sexualidade, gênero e desvio. Como todas as esferas da atividade humana são afetadas pela interação entre estrutura social e agência individual, a sociologia expandiu gradualmente seu foco para outros assuntos, como saúde, medicina, economia, instituições militares e penais, Internet, educação, capital social e o papel da atividade social no desenvolvimento do conhecimento científico.
A gama de métodos científicos sociais também se expandiu. Os pesquisadores sociais recorrem a uma variedade de técnicas qualitativas e quantitativas. As viradas linguísticas e culturais de meados do século XX levaram a abordagens cada vez mais interpretativas, hermenêuticas e filosóficas em relação à análise da sociedade. Por outro lado, o final dos anos 90 e o início dos anos 2000 viram o surgimento de novas técnicas analiticamente, matematicamente e computacionalmente rigorosas, como modelação baseada em agentes e análise de redes sociais.
A pesquisa social informa políticos e formuladores de políticas, educadores, planejadores, legisladores, administradores, desenvolvedores, magnatas de negócios, gerentes, assistentes sociais, organizações não governamentais, organizações sem fins lucrativos e pessoas interessadas em resolver problemas sociais em geral. Muitas vezes, existe uma grande quantidade de cruzamento entre pesquisa social, pesquisa de mercado e outros campos estatísticos.

## História

### Origens
O raciocínio sociológico é anterior ao fundamento da disciplina. A análise social tem origem no estoque comum do conhecimento e da filosofia ocidentais e foi realizada desde a época do filósofo grego Platão, se não antes. A origem da pesquisa (a coleta de informações de uma amostra de indivíduos) pode ser rastreada até pelo menos o Domesday Book em 1086 enquanto filósofos antigos como Confúcio escreveram sobre a importância de papéis sociais. Há evidências de sociologia precoce nos escritos árabes medievais. Algumas fontes consideram que ibne Caldune, um estudioso islâmico árabe do século XIV do norte da África (Tunísia), foi o primeiro sociólogo e pai da sociologia (veja filosofia islâmica clássica); seu Muqaddimah foi talvez o primeiro trabalho a avançar no raciocínio sócio-científico sobre coesão e conflito social.
A palavra sociologia (ou "sociologie") é derivada das origens latina e grega. A palavra latina: socius, "companheiro"; o sufixo -logia, "o estudo da" do grego -λογία de λόγος, logotipos, "palavra", "conhecimento". Foi cunhado pela primeira vez em 1780 pelo ensaísta francês Emmanuel-Joseph Sieyès (1748-1836) em um manuscrito não publicado. A sociologia foi posteriormente definida de forma independente pelo filósofo francês da ciência, Auguste Comte (1798-1857) em 1838 como uma nova maneira de encarar a sociedade. Comte já havia usado o termo física social, mas que posteriormente foi apropriado por outros, principalmente o estatístico belga Adolphe Quetelet. Comte esforçou-se por unificar história, psicologia e economia por meio do entendimento científico do domínio social. Escrevendo logo após o mal-estar da Revolução Francesa, ele propôs que os males sociais pudessem ser remediados através do positivismo sociológico, uma abordagem epistemológica descrita em O Curso de Filosofia Positiva (1830-1842) e Uma Visão Geral do Positivismo (1848). Comte acreditava que um estágio positivista marcaria a era final, após fases teológicas e metafísicas conjecturais, na progressão da compreensão humana. Ao observar a dependência circular da teoria e da observação na ciência e ao classificar as ciências, Comte pode ser considerado o primeiro filósofo da ciência no sentido moderno do termo.
Auguste Comte e Karl Marx (1818-1883) se propuseram a desenvolver sistemas cientificamente justificados na sequência da industrialização e secularização europeia, informados por vários movimentos importantes nas filosofias da história e da ciência. Marx rejeitou o positivismo comunista, mas, ao tentar desenvolver uma ciência da sociedade, passou a ser reconhecido como fundador da sociologia, à medida que a palavra ganhava um significado mais amplo. Para Isaiah Berlin, Marx, mesmo que não se considerasse um sociólogo, pode ser considerado o "verdadeiro pai" da sociologia moderna", na medida em que alguém possa reivindicar o título".
"Dar respostas claras e unificadas, em termos empíricos familiares, às questões teóricas que mais ocupavam a mente dos homens na época, e deduzir delas diretrizes claras e práticas, sem criar vínculos obviamente artificiais entre as duas, foi a principal conquista da teoria de Marx. O tratamento sociológico dos problemas históricos e morais, que Comte e depois dele, Spencer e Taine, haviam discutido e mapeado, tornou-se um estudo preciso e concreto somente quando o ataque do marxismo militante fez de suas conclusões uma questão incômoda e, assim, fez a busca por evidência mais zelosa e a atenção ao método mais intensa".
Comte criou o termo "sociologia" em 1838 ao fundir as palavras "lógos" (="ciência") grega e "sócius" (="comum") latina. Em outras palavras, a sociologia foi por ele iniciada como uma ciência que estudava as associações.
Herbert Spencer (27 de abril de 1820 - 8 de dezembro de 1903) foi um dos sociólogos mais populares e influentes do século XIX. Estima-se que ele tenha vendido um milhão de livros em sua vida, muito mais do que qualquer outro sociólogo da época. Sua influência foi tão forte que muitos outros pensadores do século XIX, incluindo Émile Durkheim, definiram suas ideias em relação às dele. A Divisão do Trabalho na Sociedade de Durkheim é, em grande parte, um extenso debate com Spencer, de cuja sociologia, muitos comentaristas agora concordam, Durkheim emprestou extensivamente. Também um biólogo notável, Spencer cunhou o termo sobrevivência do mais apto. Embora as ideias marxistas definissem uma vertente da sociologia, Spencer era um crítico do socialismo, além de forte defensor de um estilo de governo laissez-faire. As suas ideias foram observadas de perto por círculos políticos conservadores, especialmente nos Estados Unidos e no Reino Unido.
A sociologia surge no século XIX como forma de entender essas mudanças e explicá-las. No entanto, é necessário frisar, de forma muito clara, que a sociologia é datada historicamente e que o seu surgimento está vinculado à consolidação do capitalismo moderno.[carece de fontes?]
Esta disciplina marca uma mudança na maneira de se pensar a realidade social, desvinculando-se das preocupações especulativas e metafísicas e diferenciando-se progressivamente enquanto forma racional e sistemática de compreensão da mesma.[carece de fontes?]
Assim é que a Revolução Industrial significou, para o pensamento social, algo mais do que a introdução da máquina a vapor. Ela representou a racionalização da produção da materialidade da vida social.[carece de fontes?]
O triunfo da indústria capitalista foi pouco a pouco concentrando as máquinas, as terras e as ferramentas sob o controle de um grupo social, convertendo grandes massas camponesas em trabalhadores industriais. Neste momento, se consolida a sociedade capitalista, que divide de modo central a sociedade entre burgueses (donos dos meios de produção) e proletários (possuidores apenas de sua força de trabalho). Há paralelamente um aumento do funcionalismo do Estado que representa um aumento da burocratização de suas funções e que está ligado majoritariamente aos estratos médios da população.[carece de fontes?]
O desaparecimento dos proprietários rurais, dos artesãos independentes, a imposição de prolongadas horas de trabalho, etc., tiveram um efeito traumático sobre milhões de seres humanos ao modificar radicalmente suas formas tradicionais de vida.[carece de fontes?]
Não demorou para que as manifestações de revolta dos trabalhadores se iniciassem. Máquinas foram destruídas (ludismo), atos de sabotagem e exploração de algumas oficinas, roubos e crimes, evoluindo para a criação de associações livres, formação de sindicatos e movimentos revolucionários.[carece de fontes?]
Este fato é importante para o surgimento da sociologia, pois colocava a sociedade num plano de análise relevante, como objeto que deveria ser investigado tanto por seus novos problemas intrínsecos, como por seu novo protagonismo político já que junto a estas transformações de ordem econômica pôde-se perceber o papel ativo da sociedade e seus diversos componentes na produção e reprodução da vida social, o que se distingue da percepção de que este papel seja privilégio de um Estado que se sobrepõe ao seu povo.[carece de fontes?]
O surgimento da sociologia prende-se em parte aos desenvolvimentos oriundos da revolução industrial, pelas novas condições de existência por ela criada. Mas uma outra circunstância concorreria também para a sua formação. Trata-se das modificações que vinham ocorrendo nas formas de pensamento, originadas pelo Iluminismo. As transformações econômicas, que se achavam em curso no ocidente europeu desde o século XVI, não poderiam deixar de provocar modificações na forma de conhecer a natureza e a cultura.[carece de fontes?]
Na segunda metade do século XIX, Herbert Spencer desenvolveu aquilo que chamou de "princípios da sociologia", que foram uma tentativa de torná-la uma ciência.

#### Fundamentos da disciplina acadêmica
O primeiro Departamento formal de Sociologia do mundo foi criado por Albion Small - a convite de William Rainey Harper - na Universidade de Chicago em 1892, e o American Journal of Sociology foi fundado pouco depois em 1895 por Small também. No entanto, a institucionalização da sociologia como disciplina acadêmica foi liderada principalmente por Émile Durkheim (1858-1917), que desenvolveu o positivismo como base para a pesquisa social prática. Embora Durkheim tenha rejeitado grande parte dos detalhes da filosofia de Comte, ele reteve e refinou seu método, sustentando que as ciências sociais são uma continuação lógica das naturais para o domínio da atividade humana e insistindo que elas possam manter a mesma objetividade, racionalismo, e abordagem à causalidade. Durkheim criou o primeiro departamento europeu de sociologia da Universidade de Bordéus em 1895, publicando seu Regulamento do Método Sociológico (1895). Para Durkheim, a sociologia pode ser descrita como a "ciência das instituições, sua gênese e seu funcionamento".
A monografia de Durkheim Suicide (1897) é considerada um trabalho seminal em análise estatística pelos sociólogos contemporâneos. O suicídio é um estudo de caso de variações nas taxas de suicídio entre populações católicas e protestantes e serviu para distinguir a análise sociológica da psicologia ou filosofia. Também marcou uma importante contribuição para o conceito teórico de funcionalismo estrutural. Ao examinar cuidadosamente as estatísticas de suicídio em diferentes distritos policiais, ele tentou demonstrar que as comunidades católicas têm uma taxa de suicídio menor do que a dos protestantes, algo que ele atribuiu a causas sociais (em oposição a individuais ou psicológicas). Ele desenvolveu a noção de "fatos sociais" sui generis objetivos para delinear um objeto empírico único para a ciência da sociologia estudar. Através de tais estudos, ele postulou que a sociologia seria capaz de determinar se uma determinada sociedade é 'saudável' ou 'patológica', e buscar uma reforma social para negar o colapso orgânico ou a " anomia social".
A sociologia evoluiu rapidamente como uma resposta acadêmica aos desafios percebidos da modernidade, como industrialização, urbanização, secularização e o processo de "racionalização". O campo predominou na Europa continental, com a antropologia e as estatísticas britânicas geralmente seguindo uma trajetória separada. Na virada do século XX, no entanto, muitos teóricos estavam ativos no mundo de língua inglesa. Poucos sociólogos iniciais estavam confinados estritamente ao assunto, interagindo também com economia, jurisprudência, psicologia e filosofia, com as teorias sendo apropriadas em uma variedade de campos diferentes. Desde a sua criação, a epistemologia sociológica, métodos e estruturas de investigação expandiram-se e divergiram significativamente.
Durkheim, Marx e o teórico alemão Max Weber (1864-1920) são tipicamente citados como os três principais arquitetos da sociologia. Herbert Spencer, William Graham Sumner, Lester F. Ward, WEB Du Bois, Vilfredo Pareto, Alexis de Tocqueville, Werner Sombart, Thorstein Veblen, Ferdinand Tönnies, Georg Simmel, Jane Addams e Karl Mannheim são frequentemente incluídos nos currículos acadêmicos como teóricos fundadores. Os currículos também podem incluir Charlotte Perkins Gilman, Marianne Weber e Friedrich Engels como fundadores da tradição feminista em sociologia. Cada índice está associado a uma perspectiva e orientação teórica específica. 

### Correntes sociológicas
A sociologia não é uma ciência de apenas uma orientação teórico-metodológica dominante. Ela traz diferentes estudos e diferentes caminhos para a explicação da realidade social. Assim, pode-se claramente observar que a sociologia tem ao menos três linhas mestras explicativas, fundadas pelos seus autores clássicos, das quais podem se citar, não necessariamente em ordem de importância:[carece de fontes?]
1. a positivista-funcionalista, tendo como fundador Auguste Comte e seu principal expoente clássico em Émile Durkheim, de fundamentação analítica e com um forte uso de fontes primarias;[22]
2. a sociologia compreensiva iniciada por Max Weber, de matriz teórico-metodológica hermenêutico-compreensiva; e
3. a linha de explicação sociológica dialética, iniciada por Karl Marx, que mesmo não sendo um sociólogo e sequer se pretendendo a tal, deu início a uma profícua linha de explicação sociológica.

Estas três matrizes explicativas, originadas pelos seus três principais autores clássicos, originaram quase todos os posteriores desenvolvimentos da sociologia, levando à sua consolidação como disciplina acadêmica já no início do século XX. É interessante notar que a sociologia não se desenvolve apenas no contexto europeu. Ainda que seja relativamente mais tardio seu aparecimento nos Estados Unidos, ele se dá, em grande medida, por motivações diferentes que as da velha Europa (mas certamente influenciada pelos europeus, especialmente pela sociologia britânica e positivista de Herbert Spencer). Nos Estados Unidos, a Sociologia esteve de certo modo "engajada" na resolução dos "problemas sociais", algo bem diverso da perspectiva acadêmica europeia, especialmente a teuto-francesa. Entre os principais nomes do estágio inicial da sociologia norte-americana, podem ser citados: William I. Thomas, Robert E. Park, Martin Bulmer, Roscoe Hinkle, Pitirim Sorokin e Talcott Parsons.[carece de fontes?]
A sociologia, assim, vai debruçar-se sobre todos os aspectos da vida social. Desde o funcionamento de estruturas macrossociológicas como o Estado, a classe social ou longos processos históricos de transformação social, até o comportamento dos indivíduos num nível microssociológico, sem jamais esquecer-se que o ser humano só pode existir na sociedade e que esta, inevitavelmente, lhe será uma "jaula" que o transcenderá e lhe determinará a identidade.[carece de fontes?]
Para compreender o surgimento da sociologia como ciência do século XIX, é importante perceber que, nesse contexto histórico social, as ciências teóricas e experimentais desenvolvidas nos séculos XVII, XVIII e XIX inspiraram os pensadores a analisar as questões sociais, econômicas, políticas, educacionais, psicológicas, com enfoque científico.[carece de fontes?]
O sociólogo dentro da organização intervém diretamente sobre os resultados da empresa, contribuindo com os lucros e resultados da organização. Quando a organização é observada e estudada, podem se verificar as falhas e assim alterar seu sistema de funcionamento e gerar lucro.[carece de fontes?]

## Correntes teóricas tradicionais

### Positivismo e antipositivismo

#### Positivismo
O princípio metodológico abrangente do positivismo é conduzir a sociologia da mesma maneira que a ciência natural. Uma ênfase no empirismo e no método científico é procurada para fornecer uma base testada para a pesquisa sociológica, com base no pressuposto de que o único conhecimento autêntico é o conhecimento científico, e que esse conhecimento só pode chegar por afirmação positiva por meio da metodologia científica.
Há muito que o termo deixou de ter esse significado; existem pelo menos doze epistemologias distintas que são chamadas de positivismo. Muitas dessas abordagens não se identificam como "positivistas", algumas porque elas mesmas surgiram em oposição a formas mais antigas de positivismo e outras porque o rótulo se tornou um termo pejorativo ao longo do tempo por estar erroneamente vinculado a um empirismo teórico. A extensão da crítica antipositivista também divergiu, com muitos rejeitando o método científico e outros buscando apenas alterá-lo para refletir os desenvolvimentos do século XX na filosofia da ciência. No entanto, o positivismo (amplamente entendido como uma abordagem científica para o estudo da sociedade) permanece dominante na sociologia contemporânea, especialmente nos Estados Unidos.
Loïc Wacquant distingue três grandes linhagens de positivismo: Durkheimian, Logical e Instrumental. Nada disso é igual ao estabelecido por Comte, que era único em defender uma versão tão rígida (e talvez otimista). Enquanto Émile Durkheim rejeitou muitos dos detalhes da filosofia de Comte, ele reteve e refinou seu método. Durkheim sustentou que as ciências sociais são uma continuação lógica das naturais para o domínio da atividade humana e insistiu que elas deveriam manter a mesma objetividade, racionalismo e abordagem da causalidade. Ele desenvolveu a noção de "fatos sociais" sui generis objetivos para servir como objetos empíricos únicos para o estudo da ciência da sociologia.
A variedade de positivismo que permanece dominante hoje é denominada positivismo instrumental. Essa abordagem evita preocupações epistemológicas e metafísicas (como a natureza dos fatos sociais) em favor da clareza metodológica, replicabilidade, confiabilidade e validade. Esse positivismo é mais ou menos sinônimo de pesquisa quantitativa e, portanto, apenas se assemelha a um positivismo mais antigo na prática. Como não possui compromisso filosófico explícito, seus praticantes podem não pertencer a nenhuma escola de pensamento específica. A sociologia moderna desse tipo é frequentemente creditada a Paul Lazarsfeld, que foi pioneiro em estudos de pesquisa em larga escala e desenvolveu técnicas estatísticas para analisá-los. Essa abordagem se presta ao que Robert K. Merton chamou teoria de médio alcance: afirmações abstratas que generalizam a partir de hipóteses segregadas e regularidades empíricas, em vez de começar com uma ideia abstrata de um todo social.

##### Antipositivismo
As reações contra o empirismo social começaram quando o filósofo alemão Hegel manifestou oposição a ambos, o empirismo, que ele rejeitou como não crítico, e o determinismo, que ele considerou excessivamente mecanicista. A metodologia de Karl Marx tomou emprestado do dialeticismo hegeliano, mas também uma rejeição do positivismo em favor da análise crítica, buscando complementar a aquisição empírica de "fatos" com a eliminação de ilusões. Ele sustentou que as aparências precisam ser criticadas, e não simplesmente documentadas. Os primeiros hermenêuticos como Wilhelm Dilthey foram pioneiros na distinção entre ciências naturais e ciências sociais ("Geisteswissenschaft"). Vários filósofos neo-kantianos, fenomenologistas e cientistas humanos teorizaram ainda mais como a análise do mundo social difere da análise do mundo natural devido aos aspectos irredutivelmente complexos da sociedade, cultura e ser humano.
No contexto italiano do desenvolvimento das ciências sociais e da sociologia em particular, existem oposições ao primeiro fundamento da disciplina, sustentado pela filosofia especulativa de acordo com as tendências anti-científicas amadurecidas pela crítica do positivismo e evolucionismo, de modo que uma tradição progressista luta para estabelecer-se.
Na virada do século XX, a primeira geração de sociólogos alemães introduziu formalmente o anti-positivismo metodológico, propondo que a pesquisa se concentrasse em normas culturais humanas, valores, símbolos e processos sociais vistos de uma perspectiva resolutamente subjetiva. Max Weber argumentou que a sociologia pode ser descrita livremente como uma ciência, pois é capaz de identificar relações causais da "ação social" humana - especialmente entre "tipos ideais" ou simplificações hipotéticas de fenômenos sociais complexos. Como não positivista, no entanto, Weber buscou relacionamentos que não são "históricos, invariantes ou generalizáveis" como os buscados por cientistas naturais. O sociólogo alemão companheiro, Ferdinand Tönnies, teorizou em dois conceitos abstratos cruciais com seu trabalho sobre "Gemeinschaft e Gesellschaft" (lit. comunidade e sociedade). Tönnies marcou uma linha nítida entre o domínio dos conceitos e a realidade da ação social: o primeiro deve ser tratado axiomaticamente e de maneira dedutiva ("sociologia pura"), enquanto o segundo empiricamente e indutivamente ("sociologia aplicada").
Weber e Georg Simmel foram pioneiros no método "Verstehen" (ou "interpretativo") nas ciências sociais; um processo sistemático pelo qual um observador externo tenta se relacionar com um grupo cultural específico, ou povos indígenas, nos seus próprios termos e do seu próprio ponto de vista. Por meio do trabalho de Simmel, em particular, a sociologia adquiriu um caráter possível além da coleta positivista de dados ou de grandes sistemas determinísticos do direito estrutural. Relativamente isolado da academia sociológica ao longo de sua vida, Simmel apresentou análises idiossincráticas da modernidade mais reminiscentes dos escritores fenomenológicos e existenciais do que Comte ou Durkheim, prestando particular atenção às formas e possibilidades de individualidade social. A sua sociologia se engajou em uma investigação neokantiana sobre os limites da percepção, perguntando "O que é a sociedade?" em uma alusão direta à pergunta de Kant 'O que é a natureza?'.

#### Outros desenvolvimentos
O primeiro curso universitário, intitulado "Sociologia", foi ministrado nos Estados Unidos em Yale em 1875 por William Graham Sumner. Em 1883, Lester F. Ward, o primeiro presidente da Associação Sociológica Americana, publicou a ciência social dinâmica - ou aplicada, baseada na sociologia estática e nas ciências menos complexas e atacou a sociologia do laissez-faire de Herbert Spencer e Sumner. O livro de 1 200 páginas de Ward foi usado como material essencial em muitos dos primeiros cursos de sociologia americanos. Em 1890, o mais antigo curso americano continuado da tradição moderna começou na Universidade do Kansas, ministrada por Frank W. Blackmar. O Departamento de Sociologia da Universidade de Chicago foi criado em 1892 por Albion Small, que também publicou o primeiro livro de sociologia: Uma introdução ao estudo da sociedade em 1894. George Herbert Mead e Charles Cooley, que se conheceram na Universidade de Michigan em 1891 (junto com John Dewey ), se mudariam para Chicago em 1894. Sua influência deu origem à psicologia social e ao interacionismo simbólico da moderna escola de Chicago. O American Journal of Sociology foi fundado em 1895, seguido pela American Sociological Association (ASA) em 1905. O "cânone dos clássicos" sociológico, com Durkheim e Max Weber no topo, deve-se em parte a Talcott Parsons, que é amplamente creditado por apresentar ambos ao público americano. Parsons consolidou a tradição sociológica e estabeleceu a agenda da sociologia americana no ponto de seu crescimento disciplinar mais rápido. A sociologia nos Estados Unidos foi menos influenciada historicamente pelo marxismo do que sua contraparte europeia e, até hoje, permanece amplamente mais estatística em sua abordagem.
O primeiro departamento de sociologia a ser estabelecido no Reino Unido foi na London School of Economics and Political Science (casa do British Journal of Sociology) em 1904. Leonard Trelawny Hobhouse e Edvard Westermarck tornaram-se os professores da disciplina na Universidade de Londres em 1907. Harriet Martineau, tradutora de inglês de Comte, foi citada como a primeira socióloga. Em 1909, a Deutsche Gesellschaft für Soziologie (Associação Sociológica Alemã) foi fundada por Ferdinand Tönnies e Max Weber, entre outros. Weber estabeleceu o primeiro departamento na Alemanha na Universidade Ludwig Maximilian de Munique em 1919, apresentando uma nova e influente sociologia antipositivista. Em 1920, Florian Znaniecki estabeleceu o primeiro departamento na Polônia. O Instituto de Pesquisa Social da Universidade de Frankfurt (que mais tarde se tornaria a Escola de Frankfurt da teoria crítica ) foi fundado em 1923. A cooperação internacional em sociologia começou em 1893, quando René Worms fundou o Institut International de Sociologie, uma instituição posteriormente eclipsada pela muito maior Associação Internacional de Sociologia (ISA), fundada em 1949.

### Teoria clássica
A disciplina contemporânea da sociologia é teoricamente multiparadigmática, de acordo com as alegações da teoria social clássica. No bem citado levantamento da teoria sociológica de Randall Collins ele retroativamente rotula vários teóricos como pertencentes a quatro tradições teóricas: Funcionalismo, Conflito, Interacionismo Simbólico e Utilitarismo. A teoria sociológica moderna descende predominantemente dos relatos funcionalistas (Durkheim) e centrados em conflitos (Marx e Weber) da estrutura social, bem como a tradição interacionista simbólica que consiste em teorias estruturais de microescala (Simmel) e pragmatista (Mead, Cooley) das estruturas sociais. interação. O utilitarismo, também conhecido como Rational Choice ou Social Exchange, embora frequentemente associado à economia, é uma tradição estabelecida na teoria sociológica. Por fim, como argumentado por Raewyn Connell, uma tradição que é frequentemente esquecida é a do darwinismo social, que traz a lógica da evolução biológica darwiniana e a aplica às pessoas e sociedades. Essa tradição geralmente se alinha ao funcionalismo clássico. Foi a posição teórica dominante na sociologia americana entre 1881 e 1915 e está associada a vários fundadores da sociologia, principalmente Herbert Spencer, Lester F. Ward e William Graham Sumner. A teoria sociológica contemporânea mantém traços de cada uma dessas tradições e elas não são de modo algum mutuamente exclusivas.

#### Funcionalismo
Um amplo paradigma histórico na sociologia e na antropologia, o funcionalismo aborda a estrutura social, referida como organização social pelos teóricos clássicos, como um todo e com relação à função necessária de seus elementos constituintes. Uma analogia comum (popularizada por Herbert Spencer ) é considerar normas e instituições como "órgãos" que trabalham para o bom funcionamento de todo o "corpo" da sociedade. A perspectiva estava implícita no positivismo sociológico original de Comte, mas foi teorizada na íntegra por Durkheim, novamente com relação às leis estruturais observáveis. O funcionalismo também tem uma base antropológica no trabalho de teóricos como Marcel Mauss, Bronisław Malinowski e Radcliffe-Brown. É no uso específico de Radcliffe-Brown que surgiu o prefixo "estrutural". A teoria funcionalista clássica é geralmente unida por sua tendência à analogia biológica e às noções do evolucionismo social, na medida em que a forma básica da sociedade aumentaria em complexidade e as formas de organização social que promoviam a solidariedade acabariam por superar a desorganização social. Como afirma Giddens: "O pensamento funcionalista, de Comte em diante, olhou particularmente para a biologia como a ciência que fornece o modelo mais próximo e mais compatível para as ciências sociais. A biologia foi adotada para fornecer um guia para conceituar a estrutura e a função dos sistemas sociais e analisar os processos de evolução por meio de mecanismos de adaptação. O funcionalismo enfatiza fortemente a preeminência do mundo social sobre suas partes individuais (ou seja, seus atores constituintes, sujeitos humanos)".

#### Conflito
Teorias funcionalistas enfatizam a existência de "sistemas coesivos" e são frequentemente contrastadas com as "teorias de conflito", que criticam o sistema sócio-político dominante e enfatizam a desigualdade entre certos grupos. As citações seguintes feitas por Durkheim e por Marx exemplificam as disparidades políticas e teóricas entre os pensamentos funcionalista e de conflito, respectivamente:
Almejar uma civilização além daquela tornada possível devido ao nexo do meio envolvente resultará na liberação da doença na própria sociedade em que vivemos. A atividade coletiva não pode ser encorajada além do ponto determinado pela condição do organismo social sem minar a sua saúde.— Émile Durkheim Da Divisão do Trabalho Social 1893
A história de todas as sociedades até então existentes é a história da luta de classes. Homens livres e escravos, patrícios e plebeus, senhores e servos, [...] em resumo, opressor e oprimido, permaneceram em constante oposição um ao outro, carregaram uma ininterrupta, ora velada, ora aberta luta, uma luta que cada uma das vezes terminou, ou em uma reconstituição revolucionária da sociedade em geral, ou na comum ruína das classes competidoras.— Karl Marx & Friedrich Engels Manifesto Comunista 1848

#### Interacionismo simbólico
Interação simbólica ; frequentemente associada ao interacionismo, sociologia fenomenológica, dramaturgia, interpretismo, é uma tradição sociológica que enfatiza os significados subjetivos e o desenvolvimento empírico dos processos sociais, geralmente acessados por meio de microanálises. Essa tradição surgiu na Escola de Chicago das décadas de 1920 e 1930, que antes da Segunda Guerra Mundial "era o centro da pesquisa sociológica e dos estudos de pós-graduação". A abordagem se concentra na criação de uma estrutura para a construção de uma teoria que vê a sociedade como o produto das interações cotidianas dos indivíduos. A sociedade nada mais é do que a realidade compartilhada que as pessoas constroem quando interagem umas com as outras. Essa abordagem permite que as pessoas interajam em inúmeras configurações usando comunicações simbólicas para realizar as tarefas em questão. Portanto, a sociedade é um mosaico complexo e em constante mudança de significados subjetivos. Alguns críticos dessa abordagem argumentam que ela apenas observa o que está acontecendo em uma situação social específica e desconsidera os efeitos que a cultura, a raça ou o gênero (ou seja, estruturas sócio-históricas) podem ter nessa situação. Alguns sociólogos importantes associados a essa abordagem incluem Max Weber, George Herbert Mead, Erving Goffman, George Homans e Peter Blau. É também nessa tradição que a abordagem radical-empírica da Etnometodologia emerge do trabalho de Harold Garfinkel.

#### Utilitarismo
O utilitarismo é freqüentemente chamado de teoria das trocas ou teoria da escolha racional no contexto da sociologia. Essa tradição tende a privilegiar a ação de atores racionais individuais e assume que, nas interações, os indivíduos sempre buscam maximizar seu próprio interesse. Conforme argumentado por Josh Whitford, supõe-se que os atores racionais possuam quatro elementos básicos: o indivíduo tem (1) "um conhecimento de alternativas" (2) "um conhecimento ou crenças sobre as consequências das várias alternativas" (3). ) "uma ordem de preferências sobre os resultados" (4) "Uma regra de decisão, para selecionar entre as alternativas possíveis". A teoria das trocas é atribuída especificamente ao trabalho de George C. Homans, Peter Blau e Richard Emerson. Os sociólogos organizacionais James G. March e Herbert A. Simon observaram que a racionalidade de um indivíduo é limitada pelo contexto ou cenário organizacional. A perspectiva utilitarista da sociologia foi, mais notavelmente, revitalizada no final do século 20 pelo trabalho do ex-presidente da ASA James Coleman.

### Teoria social no século XX nos Estados Unidos
Após o declínio das teorias da evolução sociocultural, nos Estados Unidos, o interacionismo da Escola de Chicago dominou a sociologia americana. Como Anselm Strauss descreve: "Não pensamos que a interação simbólica era uma perspectiva na sociologia; pensávamos que era sociologia". Após a Segunda Guerra Mundial, a sociologia convencional mudou para a pesquisa de Paul Lazarsfeld na Universidade de Columbia e a teorização geral de Pitirim Sorokin, seguida por Talcott Parsons na Universidade de Harvard. Por fim, "o fracasso dos departamentos [sociologia] de Chicago, Columbia e Wisconsin em produzir um número significativo de estudantes de pós-graduação interessados e comprometidos com a teoria geral nos anos de 1936 a 1945 foi uma vantagem para o departamento de Harvard". Quando Parsons começou a dominar a teoria geral, seu trabalho referenciou principalmente a sociologia europeia - omitindo quase inteiramente citações da tradição americana de evolução sociocultural e do pragmatismo. Além da revisão de Parsons do cânon sociológico (que incluía Marshall, Pareto, Weber e Durkheim), a falta de desafios teóricos de outros departamentos alimentou a ascensão do movimento estrutural-funcionalista parsoniano, que atingiu seu crescimento na década de 1950, mas na década de 1960, estava em rápido declínio.
Na década de 1980, a maioria dos funcionalismos na Europa havia sido amplamente substituída por abordagens orientadas a conflitos e, para muitos na disciplina, o funcionalismo era considerado "tão morto quanto um dodó". "De acordo com Giddens, o consenso ortodoxo terminou no final das décadas de 1960 e 1970, quando o meio termo compartilhado por outras perspectivas concorrentes cedeu e foi substituído por uma variedade desconcertante de perspectivas concorrentes. Essa terceira "geração" de teoria social inclui abordagens fenomenologicamente inspiradas, teoria crítica, etnometodologia, interacionismo simbólico, estruturalismo, pós-estruturalismo e teorias escritas na tradição da hermenêutica e da filosofia da linguagem comum".

#### Pax Wisconsana
Embora algumas abordagens de conflito também tenham ganhado popularidade nos Estados Unidos, a corrente principal da disciplina mudou para uma variedade de teorias de médio alcance orientadas empiricamente, sem uma única orientação teórica abrangente ou "grande". John Levi Martin refere-se a essa "era de ouro da unidade metodológica e da calma teórica" como o Pax Wisconsana, pois refletia a composição do departamento de sociologia da Universidade de Wisconsin-Madison: numerosos estudiosos trabalhando em projetos separados com pouca contenção. Omar Lizardo descreve a Pax Wisconsana como: "um Midwestern sabor, mertoniana resolução das guerras teoria / método em que [sociólogos] todos concordaram em pelo menos duas hipóteses de trabalho: (1) grande teoria é uma perda de tempo; (2) [e] a boa teoria precisa ser boa para pensar ou ir para a lixeira ". Apesar da aversão à grande teoria na segunda metade do século XX, surgiram várias novas tradições que propõem várias sínteses: estruturalismo, pós-estruturalismo, sociologia cultural e teoria de sistemas.

#### Estruturalismo

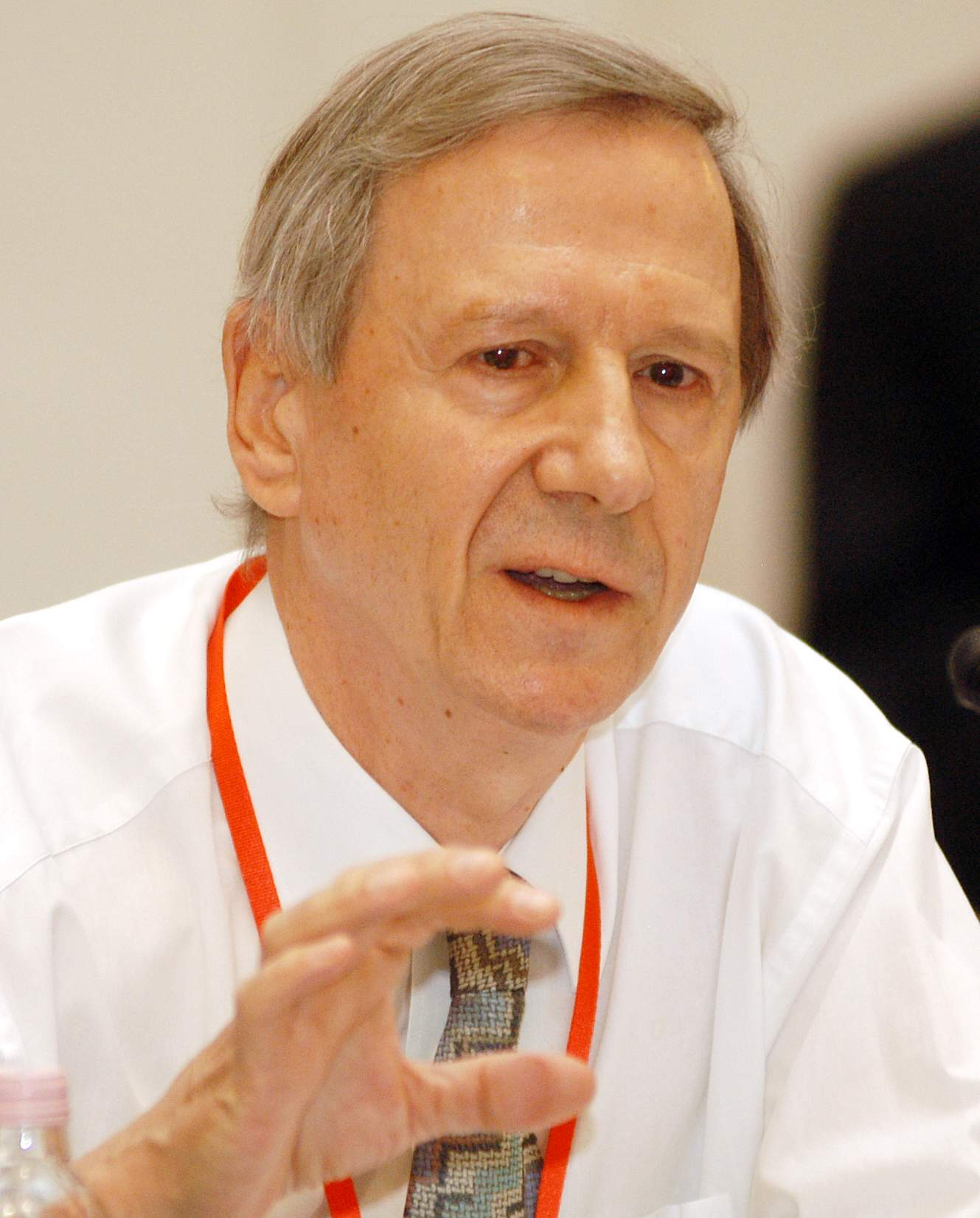
Anthony Giddens

O movimento estruturalista teve origem principalmente do trabalho de Durkheim, interpretado por dois antropólogos europeus. A teoria da estruturação de Anthony Giddens baseia-se na teoria linguística de Ferdinand de Saussure e no antropólogo francês Claude Lévi-Strauss. Nesse contexto, "estrutura" não se refere à "estrutura social", mas à compreensão semiótica da cultura humana como um sistema de signos. Pode-se delinear quatro princípios centrais do estruturalismo: Primeiro, a estrutura é o que determina a estrutura de um todo. Segundo, os estruturalistas acreditam que todo sistema tem uma estrutura. Terceiro, os estruturalistas estão interessados em leis "estruturais" que lidam com a convivência e não com as mudanças. Finalmente, as estruturas são as "coisas reais" abaixo da superfície ou a aparência do significado.
A segunda tradição do pensamento estruturalista, contemporânea a Giddens, surge da escola americana de análise de redes sociais, liderada pelo Departamento de Relações Sociais de Harvard, liderada por Harrison White e seus alunos nas décadas de 1970 e de 1980. Essa tradição do pensamento estruturalista argumenta que, em vez de semiótica, a estrutura social é redes de relações sociais padronizadas. E, em vez de Levi-Strauss, essa escola de pensamento baseia-se nas noções de estrutura teorizadas pelo antropólogo contemporâneo de Levi-Strauss, Radcliffe-Brown. Alguns referem a isso como "estruturalismo de rede" e o equiparam a "estruturalismo britânico" em oposição ao "estruturalismo francês" de Levi-Strauss.

#### Pós-estruturalismo
O pensamento pós-estruturalista tendeu a rejeitar suposições "humanistas" na construção da teoria social. Michel Foucault fornece uma crítica importante em sua Arqueologia das Ciências Humanas, embora Habermas e Rorty tenham argumentado que Foucault apenas substitui um desses sistemas de pensamento por outro. O diálogo entre esses intelectuais destaca uma tendência nos últimos anos para certas escolas de sociologia e filosofia se cruzarem. A posição anti-humanista tem sido associada ao " pós-modernismo ", um termo usado em contextos específicos para descrever uma época ou fenômenos, mas ocasionalmente interpretado como um método.

## Questões teóricas centrais
No geral, existe um forte consenso em relação aos problemas centrais da teoria sociológica, que são amplamente herdados das tradições teóricas clássicas. Esse consenso é: como vincular, transcender ou lidar com as seguintes "três grandes" dicotomias: subjetividade e objetividade, estrutura e agência e sincronia e diacronia. O primeiro lida com o conhecimento, o segundo com a ação e o último com o tempo. Por fim, a teoria sociológica geralmente lida com o problema de integrar ou transcender a divisão entre os fenômenos sociais micro, meso e macroescala, que é um subconjunto dos três problemas centrais.

#### Subjetividade e objetividade
O problema da subjetividade e da objetividade pode ser dividido em duas partes: uma preocupação com as possibilidades gerais de ações sociais e o problema específico do conhecimento científico científico. No primeiro, o subjetivo é frequentemente equiparado (embora não necessariamente) ao indivíduo e às intenções e interpretações do objetivo do indivíduo. O objetivo é frequentemente considerado qualquer ação ou resultado público ou externo, até a sociedade em geral. Uma questão primária para os teóricos sociais é como o conhecimento se reproduz ao longo da cadeia do subjetivo-objetivo-subjetivo, ou seja: como é alcançada a intersubjetividade? Embora, historicamente, os métodos qualitativos tenham tentado provocar interpretações subjetivas, os métodos quantitativos de pesquisa também tentam capturar subjetividades individuais. Além disso, alguns métodos qualitativos adotam uma abordagem radical da descrição objetiva in situ.

### Estrutura e agência
Estrutura e agência, às vezes chamadas de determinismo versus voluntarismo, formam um debate ontológico duradouro na teoria social: "As estruturas sociais determinam o comportamento de um indivíduo ou a agência humana?" Nesse contexto, "agência" refere-se à capacidade dos indivíduos de agir de forma independente e fazer escolhas livres, enquanto 'estrutura' refere-se a fatores que limitam ou afetam as escolhas e ações dos indivíduos (como classe social, religião, gênero, etnia e em breve). As discussões sobre o primado de qualquer estrutura ou agência se relacionam com o núcleo da epistemologia sociológica ("De que é feito o mundo social?", "O que é uma causa no mundo social e o que é um efeito?") Uma questão perene nesse debate é a da "reprodução social": como as estruturas (especificamente as que produzem desigualdade) são reproduzidas através das escolhas dos indivíduos?

#### Sincronia e diacronia
Sincronia e diacronia, ou estática e dinâmica, dentro da teoria social são termos que se referem a uma distinção emergente do trabalho de Levi-Strauss que o herdou da lingüística de Ferdinand de Saussure. O primeiro divide momentos de tempo para análise, portanto, é uma análise da realidade social estática. A diacronia, por outro lado, tenta analisar sequências dinâmicas. Seguindo Saussure, a sincronia se referiria aos fenômenos sociais como um conceito estático como uma linguagem, enquanto a diacronia se referiria a processos de desdobramento como a fala real. Na introdução de Anthony Giddens aos Problemas Centrais na Teoria Social, ele afirma que "para mostrar a interdependência entre ação e estrutura... devemos compreender as relações espaço-tempo inerentes na constituição de toda interação social". E, como estrutura e agência, o tempo é essencial para a discussão da reprodução social. Em termos de sociologia, a sociologia histórica costuma estar melhor posicionada para analisar a vida social como diacrônica, enquanto a pesquisa leva um instantâneo da vida social e, portanto, está mais bem equipada para entender a vida social como sincronizada. Alguns argumentam que a sincronia da estrutura social é uma perspectiva metodológica e não uma reivindicação ontológica. No entanto, o problema da teoria é como integrar as duas maneiras de registrar e pensar sobre dados sociais.

## A sociologia como ciência da sociedade
Ainda que a sociologia tenha emergido em grande parte da convicção de Comte de que ela eventualmente suprimiria todas as outras áreas do conhecimento científico, hoje ela é mais uma entre as ciências.[carece de fontes?]
Atualmente, ela estuda organizações humanas, instituições sociais e suas interações sociais, aplicando mormente o método comparativo. Esta disciplina tem se concentrado particularmente em organizações complexas de sociedades industriais assim como nas redes transnacionais e globalizadas que unificam ou associam fenômenos para além das fronteiras nacionais.[carece de fontes?]
Ao contrário das explicações filosóficas das relações sociais, as explicações da sociologia não partem simplesmente da especulação de gabinete, baseada, quando muito, na observação causal de alguns fatos. Muitos dos teóricos que almejavam conferir à sociologia o estatuto de ciência buscaram nas ciências naturais as bases de sua metodologia já mais avançada e as discussões epistemológicas já mais desenvolvidas. Dessa forma, foram empregados métodos estatísticos, a observação empírica e um ceticismo metodológico a fim de extirpar os elementos "incontroláveis" e "dóxicos" recorrentes numa ciência ainda muito nova e dada a grandes elucubrações. Uma das primeiras e grandes preocupações para com a sociologia foi eliminar juízos de valor feitos em seu nome. Diferentemente da ética, que visa discernir entre bem e mal, a ciência se presta à explicação e à compreensão dos fenômenos, sejam estes naturais ou sociais.[carece de fontes?]
Como ciência, a sociologia tem de obedecer aos mesmos princípios gerais válidos para todos os ramos de conhecimento científico, apesar das peculiaridades não só dos fenômenos sociais quando comparados com os fenômenos de natureza, mas também, consequentemente, da abordagem científica da sociedade. Tais peculiaridades, no entanto, foram e continuam sendo o foco de muitas discussões, ora tentando aproximar as ciências, ora as afastando e, até mesmo, negando às humanas tal estatuto com base na inviabilidade de qualquer controle dos dados tipicamente humanos, considerados — sob esse ponto de vista — imprevisíveis e impassíveis de uma análise mais objetiva.[carece de fontes?]

## Comparação com outras ciências sociais
No começo do século XX, sociólogos e antropólogos que conduziam estudos sobre sociedades não industrializadas ofereceram contribuições à antropologia. Deve ser notado, entretanto, que mesmo a antropologia faz pesquisa em sociedades industrializadas; a diferença entre sociologia e antropologia tem mais a ver com os problemas teóricos colocados e os métodos de pesquisa do que com os objetos de estudo.[carece de fontes?]
Quanto à psicologia social, além de se interessar mais pelos comportamentos do que pelas estruturas sociais, ela se preocupa também com as motivações exteriores que levam o indivíduo a agir de uma forma ou de outra. Já o enfoque da sociologia é na ação dos grupos, na ação geral.[carece de fontes?]
Já a economia diferencia-se da sociologia por estudar apenas um aspecto das relações sociais, aquele que se refere à produção e troca de mercadorias. Nesse aspecto, como mostrado por Karl Marx e outros, a pesquisa em economia é frequentemente influenciada por teorias sociológicas. Marx pode ser melhor caracterizado como sociólogo por ter compreendido o capital como uma relação social entre detentores dos meios de produção e aqueles que vendem sua força de trabalho, portanto indo além de uma explicação de cunho econômico.[carece de fontes?]
Por fim, a filosofia social intenta criar uma teoria ou "teorias" da sociedade, objetivando explicar as variâncias no comportamento social em suas ordens moral, estética e histórica. Esforços nesse sentido são visíveis nas obras de modernos teóricos sociais, reunindo um arcabouço de conhecimento que entrelaça a filosofia hegeliana, kantiana, a teoria social de Marx e, ao mesmo tempo, Max Weber, utilizando-se dos valores morais e políticos do Iluminismo liberal mesclados com os ideais socialistas. À primeira vista, talvez, seja complexo apreender tal abordagem. Entretanto, as obras de Max Horkheimer, Theodor Adorno, Jürgen Habermas, entre outros, representam uma das mais profícuas vertentes da filosofia social, representada por aquilo que ficou conhecido como Teoria Crítica ou, como mais popularmente se diz, Escola de Frankfurt.[carece de fontes?]
Na década de 1950, na Inglaterra, uma vertente culturalizada do marxismo emerge criando a vertente conhecida como Estudos Culturais. Sociólogos como Raymond Williams, E. P. Thompson e Richard Hoggart buscam criar conhecimento a partir da experiência das classes populares, o que impulsionaria estudos sobre as classes subalternas ao invés das tradicionais pesquisas sobre os processos econômicos e políticos hegemônicos. Com a ascensão de Stuart Hall à direção do Centro de Estudos da Cultura Contemporânea de Birmingham ganham forca as discussões sobre a experiência da colonização e de como as culturas europeias, particularmente a britânica, haviam sido construídas a partir da invenção de um Outro, o mundo colonizado não Ocidental. Desdobramentos nesta perspectiva gerariam clássicos como "Orientalismo: O Oriente como invenção do Ocidente" do pesquisador palestino-americano Edward W. Said e uma nova linha de pesquisas hoje conhecida como Estudos Pós-Coloniais.[carece de fontes?]
A partir da década de 1960, também ganham importância às críticas feministas à teoria social canônica, as quais progressivamente ganham reconhecimento. Desde a década de 1980, o feminismo tem sido incorporado em muitas teorias e pesquisas sociológicas, ainda que as principais reflexões nesta área pertençam a pesquisadoras com origem na filosofia como Judith Butler. No presente, questões de gênero e sexualidade têm se tornado cada vez mais presentes e não apenas como uma área de pesquisa, antes como uma necessária parte de qualquer investigação sociológica. Em especial, cabe sublinhar a crescente importância da teoria queer, uma vertente contemporânea do feminismo que conta, além da já citada Butler, com autoras como Eve Kosofsky Sedgwick e Beatriz Preciado.[carece de fontes?]

## Metodologias de pesquisa
Muitas pessoas dividem os métodos de pesquisa sociológica em duas grandes categorias, embora muitas outras vejam os métodos de pesquisa como um continuum:
- Os projetos quantitativos abordam os fenômenos sociais por meio de evidências quantificáveis e, muitas vezes, contam com a análise estatística de muitos casos (ou entre tratamentos intencionalmente projetados em um experimento) para estabelecer reivindicações gerais válidas e confiáveis;
- Projetos qualitativos enfatizam a compreensão dos fenômenos sociais por meio de observação direta, comunicação com os participantes ou análise de textos e podem enfatizar a precisão contextual e subjetiva sobre a generalidade

Os sociólogos são frequentemente divididos em campos de apoio a técnicas de pesquisa específicas. Essas disputas estão relacionadas aos debates epistemológicos no núcleo histórico da teoria social. Embora muito diferente em muitos aspectos, as abordagens qualitativa e quantitativa envolvem uma interação sistemática entre teoria e dados. As metodologias quantitativas mantêm a posição dominante na sociologia, especialmente nos Estados Unidos. Nos dois periódicos mais citados da disciplina, os artigos quantitativos superaram historicamente os qualitativos por um fator de dois (a maioria dos artigos publicados na maior revista britânica, por outro lado, é qualitativa. ) A maioria dos livros didáticos sobre a metodologia da pesquisa social é escrita da perspectiva quantitativa e o próprio termo "metodologia" é frequentemente usado como sinônimo de " estatística ". Praticamente todos os programas de doutorado em sociologia nos Estados Unidos exigem treinamento em métodos estatísticos. O trabalho produzido por pesquisadores quantitativos também é considerado mais "confiável" e "imparcial" pelo público em geral, embora esse julgamento continue sendo contestado pelos antipositivistas.
A escolha do método geralmente depende muito do que o pesquisador pretende investigar. Por exemplo, um pesquisador preocupado em desenhar uma generalização estatística em toda uma população pode administrar um questionário de pesquisa a uma amostra representativa da população. Por outro lado, um pesquisador que busca a compreensão contextual completa das ações sociais de um indivíduo pode escolher a observação etnográfica do participante ou entrevistas abertas. Os estudos geralmente combinam, ou 'triangulam', métodos quantitativos e qualitativos como parte de um projeto de 'estratégia múltipla'. Por exemplo, um estudo quantitativo pode ser realizado para obter padrões estatísticos em uma amostra-alvo e, em seguida, combinado com uma entrevista qualitativa para determinar o jogo da agência.

#### Amostragem
Os métodos quantitativos são frequentemente usados para fazer perguntas sobre uma população muito grande, inviabilizando um censo ou uma enumeração completa de todos os membros dessa população. Uma 'amostra' forma um subconjunto gerenciável de uma população. Na pesquisa quantitativa, são usadas estatísticas para extrair inferências dessa amostra em relação à população como um todo. O processo de seleção de uma amostra é chamado de 'amostragem'. Embora seja geralmente melhor amostrar aleatoriamente, a preocupação com as diferenças entre subpopulações específicas às vezes exige amostragem estratificada. Por outro lado, a impossibilidade de amostragem aleatória às vezes requer amostragem não probabilística, como amostragem por conveniência ou amostragem por bola de neve.

#### Métodos
A lista a seguir de métodos de pesquisa não é exclusiva nem exaustiva:
- Pesquisa de arquivo ou o método Histórico: baseia-se nos dados secundários localizados em arquivos e registros históricos, como biografias, memórias, jornais e assim por diante;
- Análise de conteúdo: O conteúdo das entrevistas e outros textos é analisado sistematicamente. Frequentemente, os dados são 'codificados' como parte da abordagem da 'teoria fundamentada', usando o software de análise qualitativa de dados (QDA), como Atlas.ti, MAXQDA, NVivo,[73] ou QDA Miner;
- Pesquisa experimental: o pesquisador isola um único processo social e o reproduz em laboratório (por exemplo, criando uma situação em que são possíveis julgamentos sexistas inconscientes), procurando determinar se determinadas variáveis sociais podem ou não causar ou depender de outras variáveis (por exemplo, ver se os sentimentos das pessoas sobre os papéis tradicionais de gênero podem ser manipulados pela ativação de estereótipos contrastantes de gênero). Os participantes são aleatoriamente designados para diferentes grupos que servem como controles, atuando como pontos de referência porque são testados em relação à variável dependente, embora sem terem sido expostos a quaisquer variáveis independentes de interesse, ou recebem um ou mais tratamentos. A aleatoriedade permite ao pesquisador ter certeza de que quaisquer diferenças resultantes entre os grupos são o resultado do tratamento;
- Estudo longitudinal: Um extenso exame de uma pessoa ou grupo específico por um longo período de tempo;
- Observação: Utilizando dados dos sentidos, o pesquisador registra informações sobre fenômeno ou comportamento social. As técnicas de observação podem ou não apresentar participação. Na observação participante, o pesquisador entra em campo (como uma comunidade ou um local de trabalho) e participa das atividades do campo por um período prolongado de tempo, a fim de adquirir uma compreensão profunda do mesmo.[15] Os dados adquiridos através dessas técnicas podem ser analisados quantitativa ou qualitativamente. Na pesquisa de observação, um sociólogo pode estudar o aquecimento global em alguma parte do mundo menos populosa;
- Pesquisa de opinião: o pesquisador coleta dados usando entrevistas, questionários ou feedback semelhante de um conjunto de pessoas amostradas de uma determinada população de interesse. Os itens da pesquisa de uma entrevista ou questionário podem ser abertos ou fechados.[15] Os dados das pesquisas geralmente são analisados estatisticamente em um computador;
- A avaliação de programas é um método sistemático para coletar, analisar e usar informações para responder a perguntas sobre projetos, políticas e programas,[74] particularmente sobre sua eficácia e eficiência. Tanto no setor público quanto no privado, as partes interessadas geralmente querem saber se os programas que estão financiando, implementando, votando ou objetando estão produzindo o efeito pretendido. Embora a avaliação do programa se concentre nessa definição, considerações importantes geralmente incluem quanto custa o programa por participante, como o programa pode ser melhorado, se o programa vale a pena, se existem alternativas melhores, se há resultados não desejados e se o programa objetivos são adequados e úteis.[75]

### Sociologia computacional
Os sociólogos cada vez mais recorrem a métodos computacionalmente intensivos para analisar e modelar fenômenos sociais. Usando simulações em computador, inteligência artificial, mineração de texto, métodos estatísticos complexos e novas abordagens analíticas, como análise de redes sociais e análise de sequência social, a sociologia computacional desenvolve e testa teorias de processos sociais complexos por meio da modelagem de baixo para cima de interações sociais.
Embora o assunto e as metodologias das ciências sociais sejam diferentes das ciências naturais ou da ciência da computação, várias das abordagens usadas na simulação social contemporânea se originaram de campos como física e inteligência artificial. Da mesma forma, algumas das abordagens originadas na sociologia computacional foram importadas para as ciências naturais, como medidas de centralidade de rede dos campos de análise de redes sociais e ciência de redes. Na literatura relevante, a sociologia computacional está frequentemente relacionada ao estudo da complexidade social. Conceitos de complexidade social, como sistemas complexos, interconexão não linear entre processos macro e micro e emergência, entraram no vocabulário da sociologia computacional. Um exemplo prático e conhecido é a construção de um modelo computacional na forma de uma " sociedade artificial ", pela qual os pesquisadores podem analisar a estrutura de um sistema social.

## A evolução da sociologia como disciplina

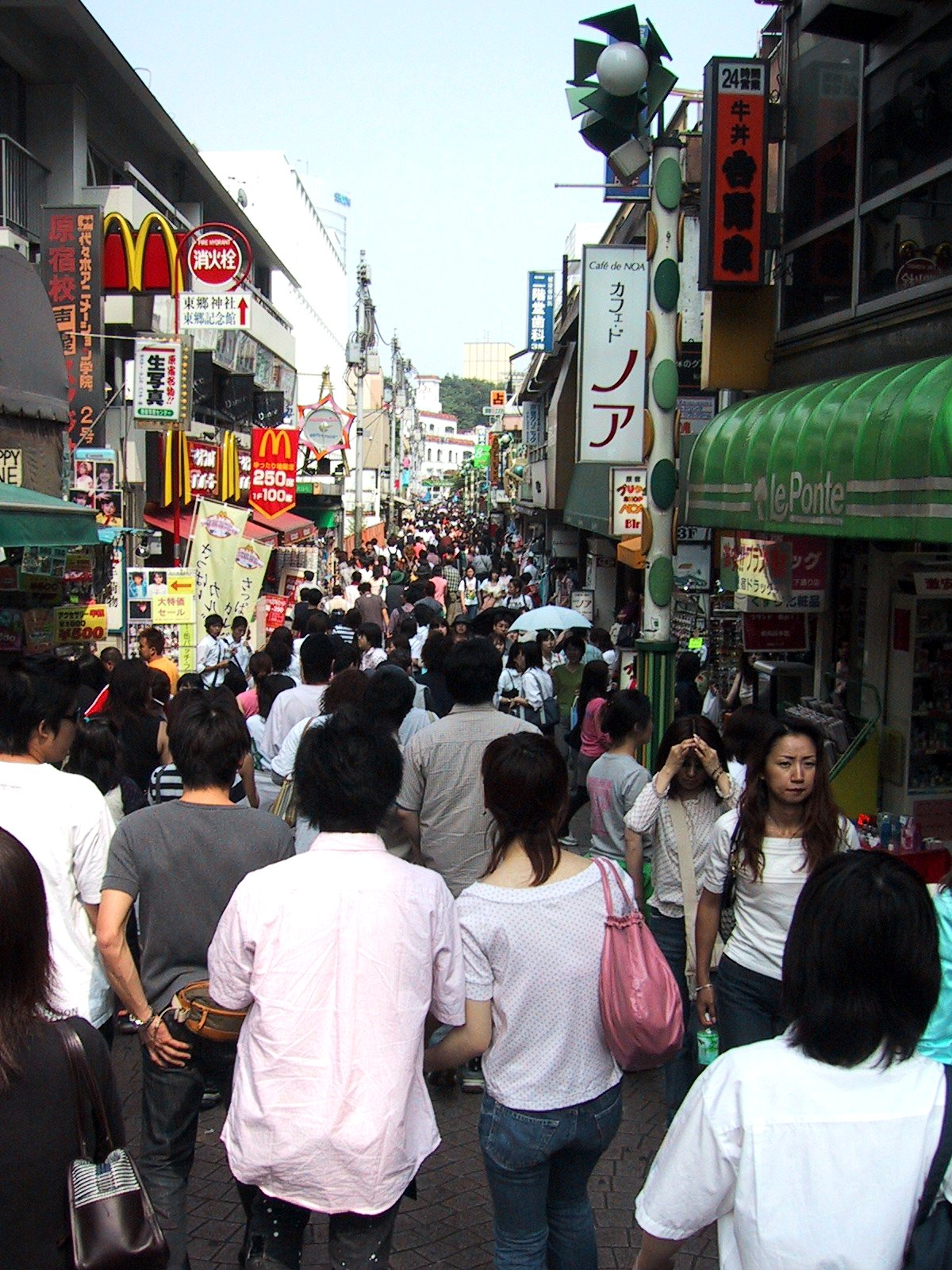
Interações sociais e suas consequências são interesses comuns na sociologia

A sociologia no mundo foi-se mostrando presente em várias datas importantes desde as grandes revoluções, desde lá cada vez mais foi de fundamental participação para a sociedade mundial e também brasileira.[carece de fontes?]
Desde o início, a sociologia vem-se preocupando com a sociedade no seu interior, isto diz respeito, por exemplo, aos conflitos entre as classes sociais. Na América Latina, por exemplo, a sociologia sofreu influencias americanas e europeias, na medida em que as suas preocupações passam a ser o subdesenvolvimento, ela vai sofrer influências das teorias marxistas.[carece de fontes?]
No Brasil, nas décadas de 1920 e 1930, a sociologia estava num estudo sobre a formação da sociedade brasileira e analisando temas como abolição da escravatura, êxodos, e estudos sobre índios e negros.[carece de fontes?]
Nas décadas seguintes, de 1940 e 1950, a sociologia voltou-se para as classes trabalhistas, tais como salários e jornadas de trabalho, e também comunidades rurais. Na década de 1960, a sociologia se preocupou com o processo de industrialização do país, nas questões de reforma agrária e movimentos sociais na cidade e no campo e, a partir de 1964, o trabalho dos sociólogos se voltou para os problemas sociopolíticos e econômicos originados pela tensão de se viver em um país cuja forma de poder é o regime militar.[carece de fontes?]
Na década de 1980 inclusive no resto do mundo, a sociologia finalmente volta a ser disciplina no ensino médio, e também ocorreu a profissionalização da sociologia. Além da preocupação com a economia política e mudanças sociais apropriadas com a instalação da nova república, volta-se também em relação ao estudo da mulher, do trabalhador rural e outros assuntos.

### A sociologia no Brasil
A seguinte tabela apresenta as sucessivas fases pela qual passou a sociologia e seu desenvolvimento:
| Fase                                  | Período        | Descrição | Temas abordados                                                                                                  | Pensadores                                                                                      |
| ------------------------------------- | -------------- | --- | --- | ----------------------------------------------------------------------------------------------- |
| 1) Pré-cienfífica, ou dos precursores | Até 1930       | Sociologia feita por intelectuais sem formação em sociologia (médicos, advogados, engenheiros, etc.). Tem por influência o evolucionismo, o darwinismo social, e o positivismo.   | Escravatura, formação da unidade nacional, início das pesquisas de campo                                         | Euclides da Cunha, Sílvio Romero, Alberto Torres, Nina Rodrigues, Oliveira Viana                |
| 2) Consolidação da sociologia         | 1930-1964      | Inauguraram-se os primeiros cursos superiores de sociologia no Brasil, com auxílio de intelectuais estrangeiros. Os métodos de se fazer sociologia se tornaram mais sofisticados. | identidade nacional, influência do passado colonial e escravista                                                 | Caio Prado Júnior,Gilberto Freyre,Sérgio Buarque de Holanda, Florestan Fernandes, Darcy Ribeiro |
| 3) Crise                              | 1964-1980      | Houve uma perseguição aos sociólogos após o golpe de 1964 e o início da ditadura militar.                                                                                         | Problemas socioeconômicos e políticos, choque entre a Igreja Católica e o governo, renovação social de esquerda. | Octavio Ianni, Fernando Henrique Cardoso, Florestan Fernandes, José Pastore                     |
| 4) Ressurgimento e profissionalização | 1980 em diante | Em 1980, há o reconhecimento da profissão de sociólogo. Surgem aí os sociólogos profissionais, portanto. O ensino da sociologia volta às escolas.                                 | Costumes; estudo das mulheres e de outras minorias; preocupações das etapas anteriores                           | Roberto DaMatta, Jessé Souza                                                                    |

## Áreas e tópicos da sociologia

### Áreas de estudo
A abordagem dos sociólogos à cultura pode ser dividida em "sociologia da cultura" e "sociologia cultural" - os termos são semelhantes, embora não totalmente intercambiáveis. Sociologia da cultura é um termo antigo e considera alguns tópicos e objetos como mais ou menos "culturais" do que outros. Por outro lado, a sociologia cultural vê todos os fenômenos sociais como inerentemente culturais. A sociologia da cultura geralmente tenta explicar certos fenômenos culturais como um produto dos processos sociais, enquanto a sociologia cultural vê a cultura como uma explicação potencial dos fenômenos sociais.
Para Simmel, a cultura se referia ao "cultivo de indivíduos por meio de formas externas que foram objetivadas no curso da história". Embora os primeiros teóricos como Durkheim e Mauss tenham influenciado a antropologia cultural, os sociólogos da cultura geralmente se distinguem por sua preocupação com a sociedade moderna (e não primitiva ou antiga). A sociologia cultural geralmente envolve a análise hermenêutica de palavras, artefatos e símbolos ou entrevistas etnográficas. No entanto, alguns sociólogos empregam técnicas histórico-comparativas ou quantitativas na análise da cultura, Weber e Bourdieu, por exemplo. O subcampo às vezes é aliado à teoria crítica na veia de Theodor W. Adorno, Walter Benjamin e outros membros da Escola de Frankfurt. Vagamente distinto da sociologia da cultura é o campo dos estudos culturais. Teóricos da Birmingham School, como Richard Hoggart e Stuart Hall, questionaram a divisão entre "produtores" e "consumidores" evidente na teoria anterior, enfatizando a reciprocidade na produção de textos. Estudos Culturais tem como objetivo examinar seu assunto em termos de práticas culturais e sua relação com o poder. Por exemplo, um estudo de uma subcultura (como os jovens brancos da classe trabalhadora em Londres) consideraria as práticas sociais do grupo relacionadas à classe dominante. A " virada cultural " da década de 1960 acabou colocando a cultura muito mais na agenda sociológica.
Os sociólogos estudam uma variedade muito grande de assuntos. Para ter uma ideia geral sobre esses assuntos, visite o sítio do Comitê de Pesquisa da Associação Internacional de Sociologia. Segue uma pequena lista de áreas e tópicos de estudo na sociologia:[carece de fontes?]
- Demografia social
- Leituras em sociologia
- Microssociologia
- Sociologia ambiental
- Sociologia da administração
- Sociologia da arte
- Sociologia do conhecimento
  - Sociologia da ciência
- Sociologia da cultura
- sociologia da educação
- Sociologia da linguagem
- Sociologia da religião
- Sociologia da violência e da criminalidade
- Sociologia das emoções
- Sociologia das histórias em quadrinhos
- Sociologia do esporte
- Sociologia do sexo
- Sociologia do trabalho
- Sociologia econômica
  - Desenvolvimento econômico
  - Sociologia das organizações
- Sociologia das relações de gênero
- Sociologia funcionalista
- Sociologia industrial
- Sociologia jurídica
- Sociologia médica
- Sociologia política
- Sociologia rural
- Sociologia urbana

### Tópicos e palavras-chave
- Anomia
- Classe social
- Coerção
- Coesão social
- Compreensão
- Cultura
- Desencantamento do mundo
- Emoções e sociedade
- Estruturalismo
- Estrutura social
- Fato social
- Funcionalismo
- Gênero
- Grupo
- Identidade de gênero
- Positivismo
- Raça
- Racionalização
- Revolução
- Simulação
- Sindicalismo
- Trabalho

### Sociólogos notórios
- Sociólogos biografados na Wikipédia

#### Artes, música e literatura
A sociologia da literatura, cinema e arte é um subconjunto da sociologia da cultura. Este campo estuda a produção social de objetos artísticos e suas implicações sociais. Um exemplo notável é Les Règles de L'Art, de Pierre Bourdieu, de 1992, Genèse et Structure du Champ Littéraire, traduzido por Susan Emanuel como Regras de Arte: Gênesis e Estrutura do Campo Literário (1996). Nenhum dos pais fundadores da sociologia produziu um estudo detalhado da arte, mas eles desenvolveram ideias que foram posteriormente aplicadas à literatura por outros. A teoria da ideologia de Marx foi dirigida à literatura por Pierre Macherey, Terry Eagleton e Fredric Jameson. A teoria de Weber da modernidade como racionalização cultural, que ele aplicou à música, foi posteriormente aplicada a todas as artes, incluindo a literatura, por escritores da Escola de Frankfurt, como Adorno e Jürgen Habermas. A visão de Durkheim da sociologia como o estudo de fatos sociais definidos externamente foi redirecionada para a literatura por Robert Escarpit. O trabalho de Bourdieu é claramente grato a Marx, Weber e Durkheim.

#### Criminalidade
Os criminologistas analisam a natureza, as causas e o controle da atividade criminosa, utilizando métodos da sociologia, da psicologia e das ciências do comportamento. A sociologia do desvio concentra-se em ações ou comportamentos que violam normas, incluindo violações de regras formalmente promulgadas (por exemplo, crime) e violações informais de normas culturais. Cabe aos sociólogos estudar por que essas normas existem; como eles mudam com o tempo; e como eles são aplicados. O conceito de desorganização social é quando os sistemas sociais mais amplos levam a violações das normas. Por exemplo, Robert K. Merton produziu uma tipologia de desvio, que inclui explicações causais de desvio, tanto no nível individual quanto no sistema.

#### Sociologia do direito
O estudo do direito teve um papel significativo na formação da sociologia clássica. Durkheim descreveu a lei como o "símbolo visível" da solidariedade social. A sociologia do direito refere-se a uma sub-disciplina da sociologia e a uma abordagem no campo dos estudos jurídicos. A sociologia do direito é um campo de estudo diversificado que examina a interação do direito com outros aspectos da sociedade, como o desenvolvimento de instituições jurídicas e o efeito das leis na mudança social e vice-versa. Por exemplo, um trabalho recente e influente no campo baseia-se em análises estatísticas para argumentar que o aumento do encarceramento nos EUA nos últimos 30 anos se deve a mudanças nas leis e no policiamento e não a um aumento no crime; e que esse aumento contribuiu significativamente para a persistência da estratificação racial.

### Tecnologia
A sociologia das tecnologias de comunicação e informação inclui "os aspectos sociais da computação, a Internet, novas mídias, redes de computadores e outras tecnologias de comunicação e informação".
A Internet é de interesse dos sociólogos de várias maneiras; na prática, como ferramenta de pesquisa e plataforma de discussão. A sociologia da Internet, em sentido amplo, diz respeito à análise de comunidades on-line (por exemplo, grupos de notícias, sites de redes sociais) e mundos virtuais, o que significa que muitas vezes há sobreposição com a sociologia da comunidade. As comunidades online podem ser estudadas estatisticamente através da análise de redes ou interpretadas qualitativamente através da etnografia virtual. Além disso, a mudança organizacional é catalisada por meio de novas mídias, influenciando a mudança social em geral, talvez formando a estrutura para a transformação de uma sociedade industrial em uma sociedade da informação. Um texto notável é The Galaxy Internet, de Manuel Castells - cujo título forma uma referência intertextual ao The Gutenberg Galaxy, de Marshall McLuhan. Intimamente relacionada à sociologia da Internet está a sociologia digital, que expande o escopo do estudo para abordar não apenas a Internet, mas também o impacto de outras mídias e dispositivos digitais que surgiram desde a primeira década do século XXI.
Assim como os estudos culturais, o estudo da mídia é uma disciplina distinta que deve à convergência da sociologia e de outras ciências sociais e humanas, em particular crítica literária e teoria crítica. Embora nem o processo de produção nem a crítica das formas estéticas estejam sob a responsabilidade dos sociólogos, as análises de fatores de socialização, como efeitos ideológicos e recepção do público, decorrem da teoria e do método sociológico. Assim, a "sociologia da mídia" não é uma subdisciplina em si, mas a mídia é um tópico comum e muitas vezes indispensável.

### Economia
O termo "sociologia econômica" foi usado pela primeira vez por William Stanley Jevons em 1879, posteriormente cunhado nos trabalhos de Durkheim, Weber e Simmel entre 1890 e 1920. A sociologia econômica surgiu como uma nova abordagem para a análise dos fenômenos econômicos, enfatizando as relações de classe e a modernidade como um conceito filosófico. A relação entre capitalismo e modernidade é uma questão saliente, talvez melhor demonstrada em A ética protestante de Weber e o espírito do capitalismo (1905) e A filosofia do dinheiro de Simmel (1900). O período contemporâneo da sociologia econômica, também conhecido como nova sociologia econômica, foi consolidado pela obra de Mark Granovetter, de 1985, intitulada "Ação econômica e estrutura social: o problema da incorporação". Este trabalho elaborou o conceito de imersão, que afirma que as relações econômicas entre indivíduos ou empresas ocorrem dentro das relações sociais existentes (e, portanto, são estruturadas por essas relações, bem como pelas maiores estruturas sociais das quais essas relações fazem parte). A análise de redes sociais tem sido a principal metodologia para o estudo desse fenômeno. A teoria de Granovetter sobre a força dos laços fracos e o conceito de furos estruturais de Ronald Burt são duas das contribuições teóricas mais conhecidas desse campo.
A sociologia do trabalho, ou sociologia industrial, examina "a direção e as implicações das tendências nas mudanças tecnológicas, globalização, mercados de trabalho, organização do trabalho, práticas gerenciais e relações de emprego, na medida em que essas tendências estão intimamente relacionadas às mudanças nos padrões de desigualdade de gênero. sociedades modernas e às experiências em mudança de indivíduos e famílias, as maneiras pelas quais os trabalhadores desafiam, resistem e fazem suas próprias contribuições para a padronização do trabalho e a formação das instituições de trabalho ".

### Ensino
A sociologia da educação é o estudo de como as instituições educacionais determinam estruturas sociais, experiências e outros resultados. Está particularmente preocupado com os sistemas de ensino das sociedades industriais modernas. Um estudo clássico de 1966 realizado neste campo por James Coleman, conhecido como "Relatório Coleman", analisou o desempenho de mais de 150 mil estudantes e constatou que a formação e o status socioeconômico dos estudantes são muito mais importantes na determinação dos resultados educacionais do que as diferenças medidas nos recursos da escola ( isto é, por gastos pupila). A controvérsia sobre os "efeitos da escola" desencadeada por esse estudo continuou até hoje. O estudo também descobriu que estudantes negros socialmente desfavorecidos lucravam com a escolaridade em salas de aula racialmente misturadas e, portanto, serviram como catalisadores para a inclusão nos ônibus nas escolas públicas americanas.

### Meio ambiente
Sociologia ambiental é o estudo das interações humanas com o ambiente natural, enfatizando tipicamente as dimensões humanas dos problemas ambientais, os impactos sociais desses problemas e os esforços para resolvê-los. Como em outros subcampos da sociologia, a bolsa de estudos em sociologia ambiental pode estar em um ou vários níveis de análise, de global (por exemplo, sistemas mundiais) a local, social a individual. É dada atenção também aos processos pelos quais os problemas ambientais são definidos e conhecidos pelos seres humanos. Como argumentado pelo notável sociólogo ambiental John Bellamy Foster, o antecessor da sociologia ambiental moderna é a análise de Marx da fenda metabólica, que influenciou o pensamento contemporâneo sobre sustentabilidade. A sociologia ambiental é frequentemente interdisciplinar e se sobrepõe à sociologia do risco, à sociologia rural e à sociologia do desastre.
A ecologia humana lida com o estudo interdisciplinar da relação entre os seres humanos e seus ambientes naturais, sociais e construídos. Além da sociologia ambiental, esse campo se sobrepõe à sociologia da arquitetura, da sociologia urbana e, até certo ponto, da da sociologia visual. Por sua vez, a sociologia visual - que se preocupa com todas as dimensões visuais da vida social - se sobrepõe aos estudos de mídia, na medida em que usa a fotografia, o cinema e outras tecnologias da mídia.

### Pré-sociabilidade
A pré-sociabilidade lida com o estudo do comportamento social fetal e das interações sociais em um ambiente multi-fetal. Especificamente, a pré-instalação social refere-se à ontogênese da interação social. Também informalmente chamado de "conectado para ser social". A teoria questiona se existe uma propensão à ação socialmente orientada já presente antes do nascimento. A pesquisa na teoria conclui que os recém-nascidos nascem no mundo com uma conexão genética única para serem sociais.
Evidências circunstanciais que apóiam a hipótese da pré-fiação social podem ser reveladas ao examinar o comportamento dos recém-nascidos. Verificou-se que os recém-nascidos, nem mesmo horas após o nascimento, demonstram preparação para a interação social. Essa preparação é expressa de maneiras como a imitação de gestos faciais. Esse comportamento observado não pode ser contribuído para nenhuma forma atual de socialização ou construção social. Em vez disso, os recém-nascidos provavelmente herdam, em certa medida, o comportamento social e a identidade através da genética.
A principal evidência dessa teoria é descoberta ao examinar as gestações com gêmeos. O argumento principal é que, se existem comportamentos sociais que são herdados e desenvolvidos antes do nascimento, deve-se esperar que os fetos gêmeos se envolvam em alguma forma de interação social antes de nascerem. Assim, dez fetos foram analisados ao longo de um período de tempo usando técnicas de ultrassom. Usando a análise cinemática, os resultados do experimento foram que os fetos gêmeos interagiam entre si por períodos mais longos e com mais frequência à medida que as gestações continuavam. Os pesquisadores conseguiram concluir que o desempenho dos movimentos entre os co-gêmeos não foi acidental, mas especificamente direcionado.
A hipótese da pré-fiação social se mostrou correta: "O avanço central deste estudo é a demonstração de que ' ações sociais ' já são realizadas no segundo trimestre de gestação. A partir da 14ª semana de gestação, os fetos gêmeos planejam e executam movimentos especificamente direcionados ao co-gêmeo. Essas descobertas nos forçam a anteceder o surgimento do comportamento social : quando o contexto permite, como no caso de fetos gêmeos, outras ações direcionadas não são apenas possíveis, mas predominam em relação às ações autodirecionadas".

### Gênero
Família, gênero e sexualidade formam uma ampla área de investigação estudada em muitos subcampos da sociologia. Uma família é um grupo de pessoas relacionadas por laços de parentesco: - Relações de sangue / casamento / parceria civil ou adoção. A unidade familiar é uma das instituições sociais mais importantes encontradas de alguma forma em quase todas as sociedades conhecidas. É a unidade básica da organização social e desempenha um papel fundamental na socialização das crianças na cultura de sua sociedade. A sociologia da família examina a família, como uma instituição e unidade de socialização, com especial preocupação pelo surgimento histórico relativamente moderno da família nuclear e seus distintos papéis de gênero. A noção de " infância " também é significativa. Como uma das instituições mais básicas às quais se pode aplicar perspectivas sociológicas, a sociologia da família é um componente comum nos currículos acadêmicos introdutórios. A sociologia feminista, por outro lado, é um subcampo normativo que observa e critica as categorias culturais de gênero e sexualidade, particularmente no que diz respeito ao poder e à desigualdade. A principal preocupação da teoria feminista é o patriarcado e a opressão sistemática das mulheres aparentes em muitas sociedades, tanto no nível da interação em pequena escala quanto em termos da estrutura social mais ampla. A sociologia feminista também analisa como o gênero se entrelaça com a raça e a classe para produzir e perpetuar desigualdades sociais. "Como explicar as diferenças nas definições de feminilidade e masculinidade e no papel sexual em diferentes sociedades e períodos históricos" também é uma preocupação. A psicologia social de gênero, por outro lado, utiliza métodos experimentais para descobrir os microprocessos da estratificação de gênero. Por exemplo, um estudo recente mostrou que os avaliadores de currículo penalizam as mulheres pela maternidade e, ao mesmo tempo, incentivam os homens pela paternidade.

### Saúde
A sociologia da saúde e da doença concentra-se nos efeitos sociais e atitudes do público em relação a doenças, doenças, saúde mental e incapacidades. Esse subcampo também se sobrepõe à gerontologia e ao estudo do processo de envelhecimento. A sociologia médica, por outro lado, concentra-se no funcionamento interno das organizações médicas e instituições clínicas. Na Grã-Bretanha, a sociologia foi introduzida no currículo médico após o Relatório Goodenough (1944).
A sociologia do corpo e a incorporação adota uma ampla perspectiva da ideia de "corpo" e inclui "uma ampla gama de dinâmicas incorporadas, incluindo corpos humanos e não humanos, morfologia, reprodução humana, anatomia, fluidos corporais, biotecnologia, genética. Isso muitas vezes cruza com saúde e doença, mas também teorias dos corpos como produções políticas, sociais, culturais, econômicas e ideológicas. O ISA mantém um Comitê de Pesquisa dedicado ao "Corpo das Ciências Sociais". Um subcampo da sociologia da saúde e da doença que se sobrepõe à sociologia cultural é o estudo da morte, do morrer e do luto, às vezes referido amplamente como sociologia da morte. Este tópico é exemplificado pelo trabalho de Douglas Davies e Michael C. Kearl.

### Sociologia da ciência
A sociologia do conhecimento é o estudo da relação entre o pensamento humano e o contexto social em que ele surge, e dos efeitos que as ideias predominantes têm sobre as sociedades. O termo começou a ser amplamente difundido nos anos 1920, quando vários teóricos de língua alemã, principalmente Max Scheler e Karl Mannheim, escreveram extensivamente sobre ele. Com o domínio do funcionalismo nos anos intermediários do século XX, a sociologia do conhecimento tendia a permanecer na periferia do pensamento sociológico convencional. Foi amplamente reinventada e aplicada muito mais intimamente à vida cotidiana na década de 1960, particularmente por Peter L. Berger e Thomas Luckmann em A construção social da realidade (1966) e ainda é central para métodos que lidam com a compreensão qualitativa da sociedade humana (compare socialmente realidade construída). Os estudos "arqueológicos" e "genealógicos" de Michel Foucault são de considerável influência contemporânea. A sociologia da ciência envolve o estudo da ciência como atividade social, lidando especialmente "com as condições e efeitos sociais da ciência, e com as estruturas e processos sociais da atividade científica". Teóricos importantes da sociologia da ciência incluem Robert K. Merton e Bruno Latour. Esses ramos da sociologia contribuíram para a formação de estudos de ciência e tecnologia. Tanto a ASA quanto a BSA possuem seções dedicadas ao subcampo Ciência, Conhecimento e Tecnologia. O ISA mantém um Comitê de Pesquisa em Ciência e Tecnologia.

### Lazer
Sociologia do lazer é o estudo de como os seres humanos organizam seu tempo livre. O lazer inclui uma ampla gama de atividades, como esporte, turismo e jogos. A sociologia do lazer está intimamente ligada à sociologia do trabalho, pois cada uma explora um lado diferente da relação trabalho-lazer. Estudos mais recentes na área se afastam da relação trabalho-lazer e se concentram na relação entre lazer e cultura. Essa área da sociologia começou com a teoria da classe de lazer de Thorstein Veblen.

### Guerra
Este subcampo da sociologia estuda, de maneira geral, a dinâmica da guerra, resolução de conflitos, movimentos de paz, refugiados de guerra, resolução de conflitos e instituições militares. Como um subconjunto desse subcampo, a sociologia militar visa o estudo sistemático das forças armadas como um grupo social e não como uma organização. É um subcampo altamente especializado que examina questões relacionadas ao pessoal de serviço como um grupo distinto com ação coletiva coagida, baseada em interesses compartilhados, vinculados à sobrevivência na vocação e combate, com propósitos e valores mais definidos e estreitos do que na sociedade civil. A sociologia militar também se refere a relações entrecivis e militares e interações entre outros grupos ou agências governamentais. Os tópicos incluem as premissas dominantes dos militares, mudanças na disposição dos militares de lutar, sindicalização militar, profissionalismo militar, aumento da utilização de mulheres, complexo industrial acadêmico militar, dependência militar de pesquisas e instituições institucionais e militares. estrutura organizacional das forças armadas.

### Política
Historicamente, a sociologia política dizia respeito às relações entre organização política e sociedade. Uma pergunta de pesquisa típica nessa área pode ser: "Por que tão poucos cidadãos americanos optam por votar?". A esse respeito, questões de formação de opinião política trouxeram alguns dos usos pioneiros da pesquisa de estatística por Paul Lazarsfeld. Um importante subcampo da sociologia política se desenvolveu em relação a essas questões, que se baseia na história comparada para analisar tendências sociopolíticas. O campo foi desenvolvido a partir do trabalho de Max Weber e Moisey Ostrogorsky.
A sociologia política contemporânea inclui essas áreas de pesquisa, mas foi aberta a questões mais amplas de poder e política. Hoje, é mais provável que os sociólogos políticos se preocupem com a formação de identidades que contribuem para a dominação estrutural de um grupo em detrimento de outro; a política de quem sabe como e com que autoridade; e questões sobre como o poder é contestado nas interações sociais de maneira a provocar uma ampla mudança cultural e social. É provável que essas questões sejam estudadas qualitativamente. O estudo dos movimentos sociais e seus efeitos tem sido especialmente importante em relação a essas definições mais amplas de política e poder.

### Demografia étnica
A sociologia da raça e das relações étnicas é a área da disciplina que estuda as relações sociais, políticas e econômicas entre raças e etnias em todos os níveis da sociedade. Esta área abrange o estudo do racismo, segregação residencial e outros processos sociais complexos entre diferentes grupos raciais e étnicos. Esta pesquisa interage frequentemente com outras áreas da sociologia, como estratificação e psicologia social, bem como com a teoria pós - colonial. No nível da política política, as relações étnicas são discutidas em termos de assimilacionismo ou multiculturalismo. O anti-racismo forma outro estilo de política, particularmente popular nas décadas de 1960 e de 1970.

### Religião
A sociologia da religião diz respeito às práticas, antecedentes históricos, desenvolvimentos, temas universais e papéis da religião na sociedade Há uma ênfase particular no papel recorrente da religião em todas as sociedades e ao longo da história registrada. A sociologia da religião se distingue da filosofia da religião, na medida em que os sociólogos não se propõem a avaliar a validade das alegações de verdade religiosas, assumindo, em vez disso, o que Peter L. Berger descreveu como uma posição de "ateísmo metodológico". Pode-se dizer que a moderna disciplina formal da sociologia começou com a análise da religião no estudo de Durkheim de 1897 sobre as taxas de suicídio entre as populações católica romana e protestante. Max Weber publicou quatro textos principais sobre religião em um contexto de sociologia econômica e estratificação social : A Ética Protestante e o Espírito do Capitalismo (1905), A religião da China: confucionismo e taoísmo (1915), A religião da Índia: a sociologia do hinduísmo e do budismo (1915) e Judaísmo Antigo (1920). Os debates contemporâneos geralmente se concentram em tópicos como secularização, religião civil, interseção entre religião e economia e o papel da religião em um contexto de globalização e multiculturalismo.

### Teoria Marxista da Dependência
A sociologia da mudança e do desenvolvimento tenta entender como as sociedades se desenvolvem e como elas podem ser mudadas. Isso inclui estudar muitos aspectos diferentes da sociedade, por exemplo, tendências demográficas, tendências políticas ou tecnológicas, ou mudanças na cultura. Nesse campo, os sociólogos costumam usar métodos macrossociológicos ou métodos histórico-comparativos. Nos estudos contemporâneos de mudança social, há sobreposições com o desenvolvimento internacional ou o desenvolvimento comunitário. No entanto, a maioria dos fundadores da sociologia tinha teorias de mudança social com base no estudo da história. Por exemplo, Marx argumentou que as circunstâncias materiais da sociedade acabaram por causar os aspectos ideais ou culturais da sociedade, enquanto Weber argumentou que eram de fato os costumes culturais do protestantismo que provocavam uma transformação das circunstâncias materiais. Em contraste com ambos, Durkheim argumentou que as sociedades passaram de simples para complexas através de um processo de evolução sociocultural. Os sociólogos desse campo também estudam processos de globalização e imperialismo. Mais notavelmente, Immanuel Wallerstein estende o quadro teórico de Marx para incluir grandes extensões de tempo e o mundo inteiro no que é conhecido como teoria dos sistemas mundiais. A sociologia do desenvolvimento também é fortemente influenciada pelo pós-colonialismo. Nos últimos anos, Raewyn Connell publicou uma crítica ao viés da pesquisa sociológica em relação aos países do Norte global. Ela argumenta que esse viés cega os sociólogos para as experiências vividas do Sul Global, especificamente a chamada "Teoria do Norte", que carece de uma teoria adequada do imperialismo e colonialismo.

### Redes sociais
Uma rede social é uma estrutura social composta por indivíduos (ou organizações) chamados "nós", que são vinculados (conectados) por um ou mais tipos específicos de interdependência, como amizade, parentesco, troca financeira, antipatia, relacionamentos sexuais ou relacionamentos de crenças, conhecimento ou prestígio. As redes sociais operam em vários níveis, desde famílias até o nível das nações, e desempenham um papel crítico na determinação de como os problemas são resolvidos, as organizações são executadas e o grau em que os indivíduos conseguem alcançar seus objetivos. Um pressuposto teórico subjacente da análise de redes sociais é que os grupos não são necessariamente os blocos de construção da sociedade: a abordagem está aberta ao estudo de sistemas sociais menos limitados, de comunidades não locais a redes de troca. Partindo teoricamente da sociologia relacional, a análise de redes sociais evita tratar os indivíduos (pessoas, organizações, estados) como unidades de análise discretas; ele se concentra em como a estrutura dos laços afeta e constitui os indivíduos e seus relacionamentos. Em contraste com as análises que assumem que a socialização em normas determina o comportamento, a análise de rede procura ver até que ponto a estrutura e a composição dos vínculos afetam as normas. Por outro lado, pesquisas recentes de Omar Lizardo também demonstram que os laços de rede são moldados e criados pelos gostos culturais existentes anteriormente. A teoria das redes sociais é geralmente definida na matemática formal e pode incluir a integração de dados geográficos no Sociomapping.

### Desigualdade social
Estratificação social é o arranjo hierárquico de indivíduos em classes sociais, castas e divisões dentro de uma sociedade. A estratificação das sociedades ocidentais modernas tradicionalmente se relaciona às classes culturais e econômicas organizadas em três camadas principais: classe alta, classe média e classe baixa, mas cada classe pode ser subdividida em classes menores (por exemplo, ocupacional). A estratificação social é interpretada de maneiras radicalmente diferentes na sociologia. Os defensores do funcionalismo estrutural sugerem que, como a estratificação de classes e castas é evidente em todas as sociedades, a hierarquia deve ser benéfica para estabilizar sua existência. Os teóricos do conflito, por outro lado, criticam a inacessibilidade de recursos e a falta de mobilidade social nas sociedades estratificadas. Karl Marx distinguiu classes sociais por sua conexão com os meios de produção no sistema capitalista: a burguesia possui os meios, mas isso inclui efetivamente o próprio proletariado, pois os trabalhadores só podem vender sua própria força de trabalho (formando a base material da superestrutura cultural) Max Weber criticou o determinismo econômico marxista, argumentando que a estratificação social não se baseia puramente em desigualdades econômicas, mas em outros diferenciais de status e poder (por exemplo, patriarcado). Segundo Weber, a estratificação pode ocorrer entre pelo menos três variáveis complexas: (1) Propriedade (classe): posição econômica de uma pessoa em uma sociedade, com base no nascimento e no desempenho individual. Weber difere de Marx porque ele não vê isso como o fator supremo na estratificação. Weber observou como os gerentes de corporações ou indústrias controlam empresas que não possuem; Marx teria colocado essa pessoa no proletariado. (2) Prestígio (status): prestígio de uma pessoa ou popularidade em uma sociedade. Isso pode ser determinado pelo tipo de trabalho ou riqueza dessa pessoa. e (3) Poder (partido político): a capacidade de uma pessoa conseguir o que quer, apesar da resistência dos outros. Por exemplo, indivíduos em cargos estaduais, como um funcionário do Federal Bureau of Investigation, ou um membro do Congresso dos Estados Unidos, podem ter pouca propriedade ou status, mas ainda possuem imenso poder Pierre Bourdieu fornece um exemplo moderno em os conceitos de capital cultural e capital simbólico. Teóricos como Ralf Dahrendorf notaram a tendência para uma classe média aumentada nas sociedades ocidentais modernas, particularmente em relação à necessidade de uma força de trabalho educada em economias tecnológicas ou baseadas em serviços. Perspectivas relativas à globalização, como a teoria da dependência, sugerem que esse efeito se deve à transferência de trabalhadores para os países em desenvolvimento.
A sociologia urbana envolve a análise da vida social e da interação humana nas áreas metropolitanas. É uma disciplina que busca aconselhar sobre planejamento e elaboração de políticas. Após a revolução industrial, trabalhos como The Metropolis and Mental Life (1903), de Georg Simmel, se concentraram na urbanização e no efeito que teve na alienação e no anonimato. Nas décadas de 1920 e de 1930, a Chicago School produziu um grande corpo de teoria sobre a natureza da cidade, importante tanto para a sociologia urbana quanto para a criminologia, utilizando o interacionismo simbólico como método de pesquisa de campo. A pesquisa contemporânea é comummente colocada em um contexto de globalização, por exemplo, no estudo de Saskia Sassen sobre a "cidade global". A sociologia rural, por outro lado, é a análise de áreas não metropolitanas. Como a agricultura e o deserto tendem a ser um fato social mais proeminente nas regiões rurais, os sociólogos rurais geralmente se sobrepõem aos sociólogos ambientais.

### Sociologia comunitária
Geralmente agrupado com a sociologia urbana e rural é o da sociologia da comunidade ou da sociologia da comunidade. Tomando várias comunidades - incluindo comunidades on-line - como unidade de análise, os sociólogos da comunidade estudam a origem e os efeitos de diferentes associações de pessoas. Por exemplo, o sociólogo alemão Ferdinand Tönnies distinguiu entre dois tipos de associação humana: Gemeinschaft (geralmente traduzido como "comunidade") e Gesellschaft ("sociedade" ou "associação"). Em seu trabalho de 1887, Gemeinschaft und Gesellschaft, Tönnies argumentou que o Gemeinschaft é percebido como uma entidade social mais estreita e coesa, devido à presença de uma "unidade de vontade". O 'desenvolvimento' ou 'saúde' de uma comunidade também é uma preocupação central dos sociólogos comunitários que também se envolvem na sociologia do desenvolvimento, exemplificada pela literatura em torno do conceito de capital social.

### Outras áreas
A sociologia se sobrepõe a uma variedade de disciplinas que estudam a sociedade, em particular antropologia, ciência política, economia, serviço social e filosofia social. Muitos campos relativamente novos, como estudos de comunicação, estudos culturais, demografia e Teoria da literatura, recorrem a métodos originários da sociologia. Os termos "ciência social" e "pesquisa social" ganharam um certo grau de autonomia desde a sua origem na sociologia clássica. O campo distinto da antropologia social ou antroposociologia é o constituinte dominante da antropologia em todo o Reino Unido e Comunidade e grande parte da Europa (França em particular), onde se distingue da antropologia cultural. Nos Estados Unidos, a antropologia social é comummente incluída na antropologia cultural (ou sob a designação relativamente nova da antropologia sociocultural).
Irving Louis Horowitz, em The Decomposition of Sociology (1994), argumentou que a disciplina, ao chegar de uma "linhagem e tradição distintas", está em declínio devido à teoria profundamente ideológica e à falta de relevância para a formulação de políticas: " a decomposição da sociologia começou quando essa grande tradição ficou sujeita ao pensamento ideológico, e uma tradição inferior veio à tona na sequência de triunfos totalitários ". Além disso: "Um problema ainda não mencionado é que o mal-estar da sociologia deixou todas as ciências sociais vulneráveis ao puro positivismo - a um empirismo sem qualquer base teórica. Indivíduos talentosos que poderiam, em épocas anteriores, ingressar na sociologia estão buscando estímulo intelectual nos negócios, no direito, nas ciências naturais e até na escrita criativa; isso esgota a sociologia do potencial muito necessário ". Horowitz cita a falta de uma 'disciplina central' como exacerbando o problema. Randall Collins, professor de Sociologia da Dorothy Swaine Thomas na Universidade da Pensilvânia e membro do Conselho Consultivo para Editores da revista Evolução Social e História, expressou sentimentos semelhantes: "perdemos toda a coerência como disciplina, estamos terminando em um conglomerado de especialidades, cada uma seguindo seu próprio caminho e sem muita consideração uma pela outra".